# Bundesstraße 4
Die deutsche Bundesstraße 4 (Abkürzung: B 4) führte ursprünglich von Kiel, seit den 1990er Jahren etwas kürzer vom schleswig-holsteinischen Bad Bramstedt über Hamburg, Braunschweig, den Harz und Erfurt nach Nürnberg. Von ihrem ehemals rund 650 km langen Gesamtverlauf ist sie 2017 noch auf knapp 380 km als Bundesstraße 4 gewidmet. Größtenteils verlaufen Autobahnen parallel zur Bundesstraße, sodass nur noch zwei längere Abschnitte mit Bedeutung für den überregionalen Verkehr verblieben sind. Der nördliche Abschnitt führt von Lüneburg über rund 120 Kilometer nach Braunschweig und soll durch die Bundesautobahn 39 ersetzt werden. Der südliche Abschnitt führt von Bad Harzburg über rund 130 Kilometer nach Erfurt; in diesem Teil sind vor allem Ortsumgehungen vorgesehen bzw. bereits gebaut.

## Streckenverlauf
(Kiel – Neumünster –) Bad Bramstedt – Quickborn – Hamburg (– Seevetal – Winsen (Luhe) –) Lüneburg – Uelzen – Gifhorn – Braunschweig (– Wolfenbüttel – Schladen – Vienenburg –) Bad Harzburg – [südl. Torfhaus höchster Punkt, ca. 825 m ü. NHN] – Braunlage – Nordhausen – Sondershausen – Erfurt (– Arnstadt – Ilmenau – Schleusingen – Eisfeld –) Sonneberg – Coburg – Breitengüßbach (– Bamberg – Forchheim –) Erlangen – Nürnberg
Zwischen Braunlage und Lüneburg ist die B 4 Teil der Harz-Heide-Straße. Zwischen Hallstadt und Erlangen wurde die B 4 wegen der parallel verlaufenden Autobahn A 73 zur Staatsstraße (St2244) herabgestuft, in Schleswig-Holstein wurde sie wegen der parallel verlaufenden Bundesautobahn 7 und Bundesautobahn 215 ebenfalls zu Landesstraßen herabgestuft. Im Zuge des Baues der Bundesautobahn 71 und der Bundesautobahn 73 wurden die Abschnitte zwischen Erfurt und Coburg ebenfalls zur Landesstraße 3004 (nördlich von Eisfeld) und Kreisstraße (in Erfurt, südlich Eisfeld) herabgestuft. Zwischen südlich von Lüneburg und Maschen wurde die B 4 nach dem Bau der A 250 und der Ortsumgehung Lüneburgs zur K 86, K 87, K 46, L 216 und K 7. Auch zwischen Braunschweig und Bad Harzburg ist sie durch die A 36 und A 369 ersetzt worden.
Im Zuge des Lückenschlusses der A 39 wird das zurzeit längste Stück zwischen Lüneburg und Braunschweig-Wenden herabgestuft werden.

## Geschichte

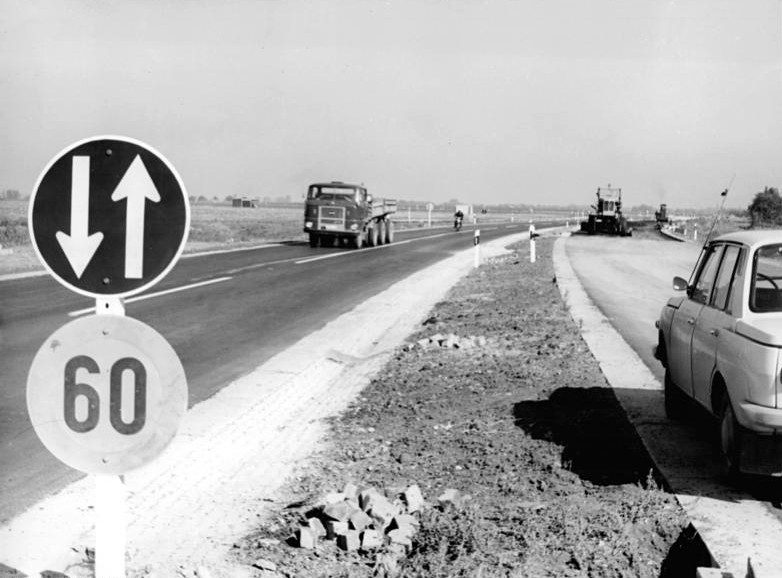
1971: Ausbau zur vierspurigen Fernverkehrsstraße 4 bei Erfurt

1976: Planung als Bundesautobahn 369 (Braunschweig – Bad Harzburg – Braunlage)

Die Bundesstraße 4 folgt im Abschnitt von Braunschweig bis in die Nähe von Hamburg einer jahrhundertealten mitteleuropäischen Post- und Verkehrsverbindung, die in der Frühen Neuzeit als „Salzstraße“ – wegen des Salzhandels bei Lüneburg – bekannt war. In diesem Abschnitt geht die heutige Trasse, ausgenommen die in neuerer Zeit gebauten Ortsumgehungen und Autobahnabschnitte, auf die Zeit um 1800 zurück. Damals wurde die Straße, vorwiegend aus militärischen Gründen, als eine möglichst gerade und kurze Verbindung der wichtigsten Anliegerorte neu errichtet. Zuvor folgte die Straßenführung mehr den natürlichen Gegebenheiten, z. B. Bächen und Waldrändern, und verlief teils ein bis zwei Kilometer von der heutigen Trasse entfernt. Einen Überblick über die ältere Trasse geben die Karten der kurhannoverschen Landesaufnahme aus dem 18. Jahrhundert.
Die Straße führte ursprünglich bis nach Kiel. Die Altona-Kieler Chaussee wurde 1830 bis 1832 gebaut und war die zweite Kunststraße im Herzogtum Holstein.
Im April 1945 wurden KZ-Häftlinge des Konzentrationslagers Fuhlsbüttel über die damals noch Reichsstraße 4 (R 4) genannte Straße in Richtung Kiel zum Arbeitserziehungslager Nordmark geschickt. Kiel lag weiter von der Frontlinie entfernt und eine ganze Anzahl von Hamburger KZ-Häftlingen wurden auf diese Art durch die Nazis vor den herannahenden Alliierten verborgen. Viele der KZ-Häftlinge überlebten diese tagelangen Todesmärsche nicht.
Am 4. Mai 1945 fuhr der vom Reichspräsidenten Karl Dönitz beauftragte Oberbefehlshaber der Kriegsmarine Hans-Georg von Friedeburg von Flensburg-Mürwik kommend, wo sich die letzte Reichsregierung aufhielt, mit einem Mercedes über die Reichsstraße 4 (R 4) zur Unterzeichnung der Teilkapitulation für die Truppen in Nordwestdeutschland, Dänemark, Niederlande und Norwegen. Nördlich von Quickborn trafen Friedeburg und seine Begleiter auf die britischen Soldaten. Fotos vom 4. Mai dokumentieren noch heute das Zusammentreffen von Friedeburg mit höheren Offizieren der britischen 2. Armee beim dortigen Bilsener Wohld. Er passierte sodann die britischen Linien und fuhr weiter nach Lüneburg, wo die besagte Teilkapitulation unterzeichnet wurde.
Vor dem Bau der A 7 bzw. A 215 zu den Olympischen Spielen 1972 waren die B 4 und die in den 1960er Jahren gebaute B 404 die wichtigsten Verbindungen von Kiel nach Hamburg. In den 1990er Jahren wurde die B 4 zwischen Kiel und Neumünster zur Landesstraße 318 und zwischen Neumünster und Bad Bramstedt zur Landesstraße 319 herabgestuft; ihre Funktion für den motorisierten Individualverkehr wird von der A 7 und der A 215 übernommen.
Am 18. Dezember 1971 wurde die vierspurige Neubaustrecke der B 4 zwischen Gut Radau und der Bad Harzburger Innenstadt eröffnet, die Kosten beliefen sich auf über 30 Millionen DM. Zunächst wurde die Strecke ab 1972 sukzessive nach Norden weitergebaut, bis sie im Dezember 1994 vollständig unter der Bezeichnung A 395 vierspurig nach Braunschweig verlief.

### Hamburg – Lüneburg
Bereits in den 1960er Jahren wurde die B 4 zwischen den heutigen Anschlussstellen Hamburg-Eidelstedt der A 23 und Hamburg-Stellingen der A 7 als Eidelstedter Ortsumgehung auf die Trasse der Autobahnen verlegt, die sie dort heute ersetzen.
Im Bereich der Stresemannstraße in Hamburg-Altona-Nord besteht seit mehreren schweren Personenunfällen in den 1980er Jahren ein Tempolimit auf 30 km/h; zeitweise war die viel befahrene B 4 hier auf einen Fahrstreifen je Richtung verengt.
Südlich der Hamburger Elbbrücken geht die B 4 seit den 1990er Jahren zusammen mit der B 75 auf die kurze Autobahn A 255 über und durchquerte seit 1951 den Stadtteil Wilhelmsburg als autobahnähnliche Kraftfahrstraße (Wilhelmsburger Reichsstraße), die in die A 253 (Harburger Umgehung) mündete. Dieser Abschnitt wurde zum 6. Oktober 2019 auf die B 75 reduziert. Das von Hamburg-Harburg nach Süden führende Stück zwischen den Anschlussstellen Hamburg-Wilstorf der A 253 und Fleestedt der A 7 wurde Anfang der 2000er Jahre entwidmet. Bis zur AS Lüneburg-Nord wird die B 4 heute durch die A 7 und A 39 und bis zur AS Lüneburg-Häcklingen durch die Ostumgehung Lüneburg ersetzt.

### Lüneburg – Uelzen – Gifhorn – Braunschweig
Im Zusammenhang mit den Autobahnplanungen im nordost-niedersächsischen und west-mecklenburgischen Raum (A 14, A 39) wurde auch mehrfach ein Ersatz oder autobahnähnlicher Ausbau der B 4 auf gut 100 Kilometer zwischen Lüneburg (A 39) und Braunschweig (A 2) diskutiert, schließlich aber verworfen. Im August 2006 wurde in diesem Bereich ein Durchfahrverbot für Lkw über zwölf Tonnen eingeführt – aufgrund der geringen Strafen (20 Euro) bei Nichtbeachtung hat sich aber an der Situation (zu starker Lkw-Transitverkehr) nichts geändert. Es wird aber aus regionalpolitischen Überlegungen auch schon seit längerem ein vierspuriger Ausbau zwischen Gifhorn und Braunschweig, speziell im Bereich Papenteich, geplant.

### Braunschweig – Bad Harzburg – Braunlage
Die Strecke Braunschweig–Bad Harzburg verlief vor der Nachkriegszeit über Wolfenbüttel und die heutige Landesstraße L 615 über Ohrum, Dorstadt und Heiningen nach Schladen; von dort weiter über einen nun von der Bundesautobahn 36 überbauten Abschnitt nach Lengde und ab hier über den kompletten Verlauf der heutigen Kreisstraße K 34 über Vienenburg und ab der heutigen Abfahrt Vienenburg-Süd über die von der Bundesautobahn 369 überbauten Strecke nach Gut Radau. An der heutigen Abfahrt Westerode südlich des Bad Harzburger Dreiecks führte die B 4 über die Straßen Westeroder Straße, Breite Straße, Dr.-Heinrich-Jasper-Straße/Herzog-Julius-Straße und Nordhäuser Straße durch das Stadtgebiet. Besonders die Überschneidung mit der Bundesstraße 6 in der Innenstadt sorgte vor der stückweisen Errichtung der Ortsumgehung für eine sehr starke Belastung durch den Autoverkehr.
Zunächst wurde die Verbindung Braunschweig–Wolfenbüttel in den 1960er Jahren zum Teil vierspurig ausgebaut. Auch die vierspurige Ortsumgehung Vienenburg wurde vor 1971 fertiggestellt. Die Ortsumgehung Bad Harzburg befand sich ab 1966 im Bau und wurde am 10. Dezember 1971 mit Baukosten von ca. 30 Millionen DM für den Verkehr freigegeben. Im November 1972 werden diese beiden Ortsumgehungen als eine vierspurige Strecke verbunden, für drei Jahre besteht sie als eine einheitliche Strecke. Zum 1. Januar 1975 wurden die autobahnähnlichen Abschnitte der Bundesstraße 4n in Braunschweig/Wolfenbüttel und Vienenburg/Bad Harzburg zur Bundesautobahn 395 aufgestuft. Der vierspurige Ausbau dieser Autobahn als Ortsumgehung wurde später in den 1980er Jahren vollendet. Durch die Fertigstellung der Autobahn am 15. Dezember 1994 wurden auch die restlichen Abschnitte der Bundesstraße 4 abgestuft.
Am 2. Oktober 2001 wurde die Bundesautobahn 395 südlich des Bad Harzburger Dreiecks zurückgestuft, sodass ein wenige hundert Meter langer Abschnitt dieser Strecke an die Bundesstraße 4 fiel. Seitdem besteht am Bad Harzburger Dreieck wieder eine direkte Kreuzung mit der Bundesstraße 6. Am 1. Januar 2019 wurde die Strecke nördlich des Autobahndreiecks zur Bundesautobahn 369 aufgestuft, sodass sich die Bundesstraße 4 als eine vierspurige Straße aus der Autobahn fortsetzt und das Stadtgebiet durchschneidet. Die Bundesstraße setzt sich anschließend, weiterhin vierspurig, durch das Radautal in den Harz fort. Die am 20. Oktober 1977 fertiggestellte Verbindung Bad Harzburg–Torfhaus stellt ein wesentliches Rückgrat für den Tourismus dar. Torfhaus ist die höchste Ortschaft an der B 4. Bei Braunlage ist die B 4 als eine Ortsumfahrung dreispurig ausgebaut.

### Braunlage – Nordhausen – Erfurt
Im Südharz sind Ortsumfahrungen der Orte Ilfeld und Niedersachswerfen sowie der Stadt Nordhausen geplant sowie ein Ausbau der Bundesstraße zwischen Nordhausen und Sondershausen auf vier Fahrspuren. Dieser Ausbau soll zudem die bisherigen Serpentinen am dortigen Sundhäuser Berg entschärfen. In Sondershausen selbst wurde im Oktober 2008 nach einer Bauzeit von viereinhalb Jahren eine westlich an der Stadt vorbeiführende Ortsumfahrung für den Verkehr freigegeben. Der Bau dieses Streckenabschnittes mit insgesamt zehn Brücken kostete 43 Millionen Euro. Somit befinden sich auf dem 75 Kilometer langen Abschnitt zwischen Nordhausen und Erfurt nur noch drei Ortsdurchfahrten: in Greußen, Straußfurt und Gebesee. Die Errichtung von dort geplanten Umgehungen wurde allerdings wegen fehlender Landesmittel auf unbestimmte Zeit verschoben. Bis auf die Ortsumgehungen für Ilfeld und Niedersachswerfen (weiterer Bedarf), sind alle Thüringer Ortsumgehungen als vordringlicher Bedarf im Bundesverkehrswegeplan 2030 eingestuft.

### Erfurt – Coburg
Zwischen der A 71-Abfahrt Erfurt-Gispersleben und der A 71-Abfahrt Ilmenau-West ist die B 4 seit 2003 (zwischen A 4 Abfahrt Erfurt-West und Ilmenau) bzw. 2006 (zw. A 71 Erfurt-Gispersleben und A 4) auf 43 km Länge auf die A 71 verlegt worden. Dazu wurde sie zur Landesstraße 3004 und Kreisstraße 35 (in Erfurt) zurückgestuft.
Seit April 2004 wurde eine zwei Kilometer lange östliche Ortsumgehung für Schleusingen gebaut, die auch als Autobahnzubringer für die Anschlussstelle Schleusingen der A 73 dient. Größtes Bauwerk ist eine 72 m lange Dreifeldbrücke über die Nahe. Die Eröffnung dieser Strecke sollte bereits im Winter 2005 stattfinden, wurde jedoch erst am 16. Juni 2006 vollzogen.
Seit dem 1. Januar 2011 ist die Bundesstraße zwischen Ilmenau und Schleusingen auf Grund der parallel verlaufenden Autobahnen 71 und 73 zur Landesstraße 3004 umgewidmet. Besonderheit dabei ist, dass durch den Rennsteigtunnel der A 71 derzeit kein Gefahrguttransporter fahren darf. Diese Fahrzeuge müssen weiterhin die Strecke über den Rennsteig nehmen. Auch der nächste Streckenabschnitt zwischen Schleusingen und Coburg wurde aufgrund der parallel verlaufenden A 73 zur Kreisstraße heruntergestuft.
Von der Anschlussstelle Coburg (A 73) bis zur Abfahrt Coburg-Zentrum ist die B 4 autobahnähnlich ausgebaut und wird deshalb Stadtautobahn genannt. Bis zur Abzweigung Coburg-Ketschendorf verläuft die B 4 nur einstreifig in jeder Richtung. Im Jahr 2025 wurde ein Kompromiss zwischen der Stadt Coburg, der Industrie- und Handelskammer zu Coburg, dem Landkreis Coburg und der Gemeinde Ahorn zu einem vierstreifen Ausbau mit einer Breite von maximal 17 Metern gefunden.

### Coburg – Nürnberg
Ab dem Ortsende Coburgs bis Untersiemau ist die B 4 wieder autobahnähnlich ausgebaut, wo sie kurzzeitig mit der B 303 bis Niederfüllbach verläuft. Zwischen Untersiemau und Großheirath zweigt seit dem 5. September 2008 die B 289 ab, die als südlicher Autobahnzubringer Coburgs zur A 73 fungiert.
Zwischen Breitengüßbach und Hallstadt ist die B 4 nicht als Bundesstraße beschildert, um so insbesondere den Schwerlastverkehr auf die parallel verlaufende A 73 zu lenken und die beiden Orte zu entlasten. Zudem wird einer zukünftigen Umwidmung (Abstufung) Rechnung getragen.
Im Stadtgebiet Nürnberg verläuft die B 4 ab der Kreuzung Bucher Straße/Nordring als „Ring“ bzw. „B 4R“ um die Stadt herum, bevor sie im Südosten von der Kreuzung Ben-Gurion-Ring/Regensburger Straße an auf der Regensburger Straße bis zur Anschlussstelle Fischbach der Bundesautobahn 9 (Berlin–Nürnberg–München) verläuft. Hier endet die B 4. Kurios ist an dieser Stelle der Umstand, dass die tatsächlich nach Regensburg führende B 8 Nürnberg im Süden über die Münchener Straße verlässt.
Der Bundesverkehrswegeplan 2003 enthält in der Rubrik Neue Vorhaben mit Planungsrecht die sogenannte Nordanbindung des Nürnberger Flughafens als B 4. Damit ist ein Straßenneubau zwischen einer hierzu geplanten Anschlussstelle 84a der Bundesautobahn 3 und der Flughafenstraße gemeint. In den Unterlagen zum im September 2007 begonnenen Planfeststellungsverfahren wird dieser Neubau mittlerweile als B 4f bezeichnet.

### Ortsumgehung Rödental
Unter dem Projektnamen B 999 Ortsumgehung Rödental wurde nach dem Planfeststellungsbeschluss im Dezember 2006 von 2007 bis 2011 eine 5,4 Kilometer lange Neubaustrecke errichtet. Zusätzlich wurde der anschließende Abschnitt der Staatsstraße 2202 in Bayern und Landesstraße 3151 in Thüringen bis Unterlind zur Bundesstraße aufgestuft.
Der Abschnitt beginnt an der A 73 im Nordosten Coburgs. Der dreistreifige Neubau der Ortsumgehung soll als Kraftfahrstraße die Stadt Rödental (im Landkreis Coburg) von den bis zu 40.000 Fahrzeugen entlasten, die täglich von Sonneberg und Neustadt bei Coburg in das oberfränkische Oberzentrum Coburg fahren. Außerdem werden die Stadtteile Unterwohlsbach und Mönchröden jeweils durch eine eigene Anschlussstelle an die neue Bundesstraße angebunden.
Da die Planer befürchteten, dass viele Pendler die neue Umgehungsstraße nicht nutzen würden, weil Lastkraftwagen aufgrund der geplanten großen Steigungen die Straße verstopfen würden, wurden entsprechend den Steigungsverhältnissen wechselweise 2 + 1 Fahrstreifen gebaut. Die Strecke umfasst auch zwei Großbrücken, die 160 m lange Itztalbrücke und die 334 m lange Talbrücke Mönchröden. Die Gesamtkosten betrugen 41,1 Mio. Euro. Zu Beginn der Planung wurde von weniger als 30 Mio. Euro für eine Staatsstraße ausgegangen.
Durch den Neubau der Bundesstraße war die Wasserversorgung der Stadt Rödental gefährdet. Aus diesem Grund wurden neue Brunnen gebohrt und im Jahre 2008 die neue Trinkwasser-Versorgungsanlage „Mönchrödener Forst“ in Betrieb genommen.
Am 25. Juli 2011 wurde der erste Abschnitt zwischen der A 73 und der Anschlussstelle Rödental/Schalkau Nord für den Verkehr freigegeben. Ab dem 19. Dezember 2011 war die Umgehungsstrecke durchgehend befahrbar. Bis zur feierlichen Einweihung am 27. Juli 2012 wurde noch die Anschlussstelle Rödental-Mönchröden mit einem neuen Verteilerkreisel fertiggestellt. Zusätzlich musste ab Ende Mai 2012 der östliche Streckenabschnitt für zwei Monate gesperrt werden, um eine mangelhaft eingebaute Fahrbahnabdichtung der Talbrücke Mönchröden zu sanieren.
In den Anmeldungen für den Bundesverkehrswegeplan 2030 sind zudem die Umgehungsstraßen von Sonneberg-Köppelsdorf und Neuhaus am Rennweg als B 4n geplant, um eine leistungsfähige Verbindung zwischen dem Raum Sonneberg (und damit auch Coburg) und Saalfeld/Rudolstadt herzustellen. Diese soll als Neubau den Trassen der Landstraßen 1150 und 1152 und der B 281 folgen.

## Mautpflicht
Seit dem 1. Januar 2007 gilt durch die MautStrAusdehnV auf der Strecke zwischen der A 23 in Hamburg-Eidelstedt und dem Ende der B 4 in Bad Bramstedt für LKW die Mautpflicht, zu deren Durchsetzung das Bundesamt für Güterverkehr stationäre Kontrollen durchführt. Da acht der 38 Teilabschnitte mautfrei (mautpflichtige Länge = „0.0“ in der amtlichen Mauttabelle) sind, ist die mautpflichtige Länge dieses Abschnitts nur 27,6 Kilometer.
Seit dem 1. August 2012 sind weitere drei Abschnitte der B 4 durch das Bundesfernstraßenmautgesetz mautpflichtig. Dies sind 11,6 Kilometer bei Lüneburg, 8,4 Kilometer bei Erfurt und 6,3 Kilometer bei Nürnberg.
Insgesamt waren knapp 54 Kilometer mautpflichtig, das sind knapp neun Prozent der Gesamtlänge von 610 Kilometern. Seit dem Jahre 2018 sind alle Bundesstraßen mautpflichtig.

## Bildergalerie

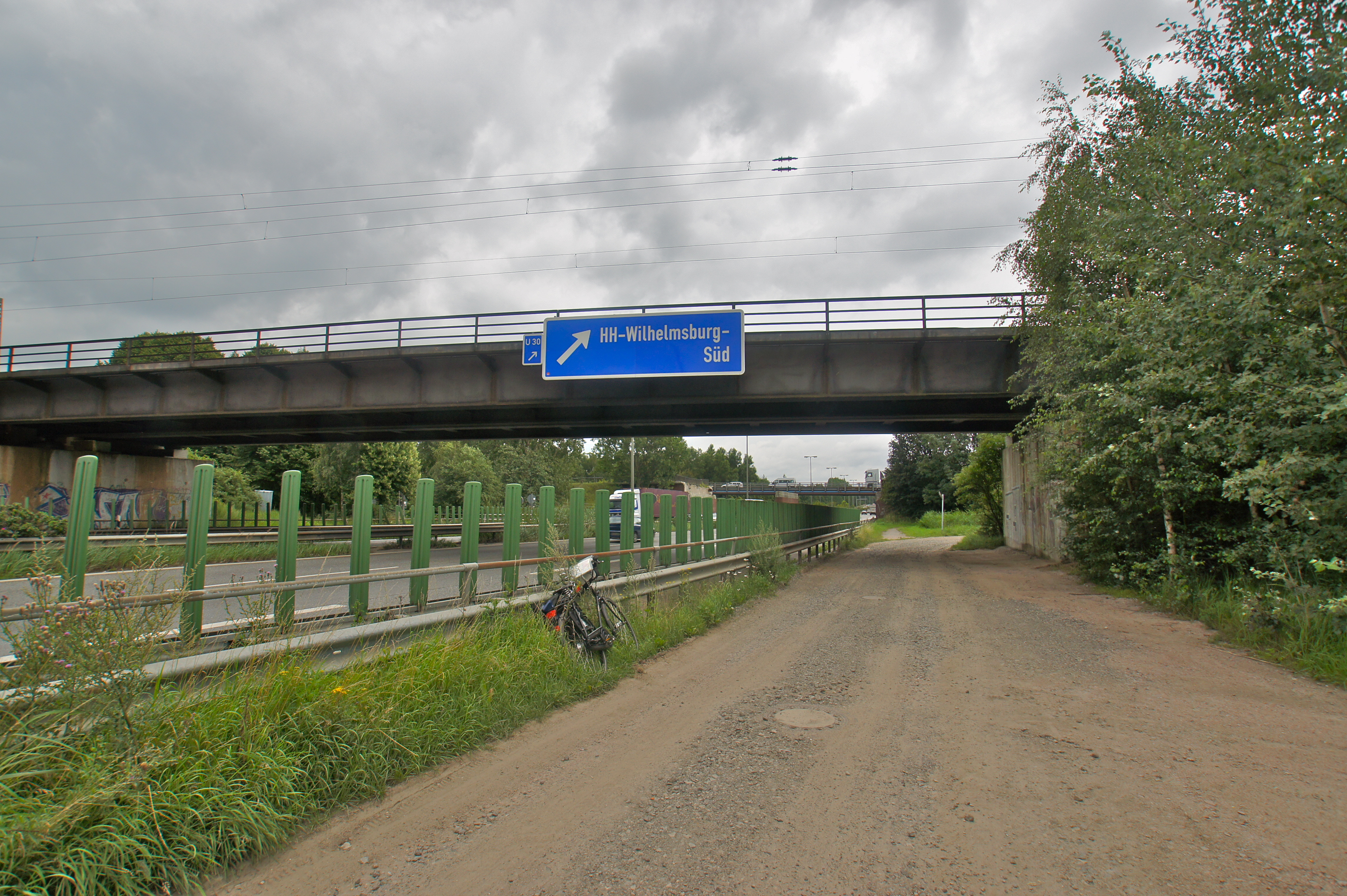
B 4/B 75 in Hamburg-Wilhelmsburg
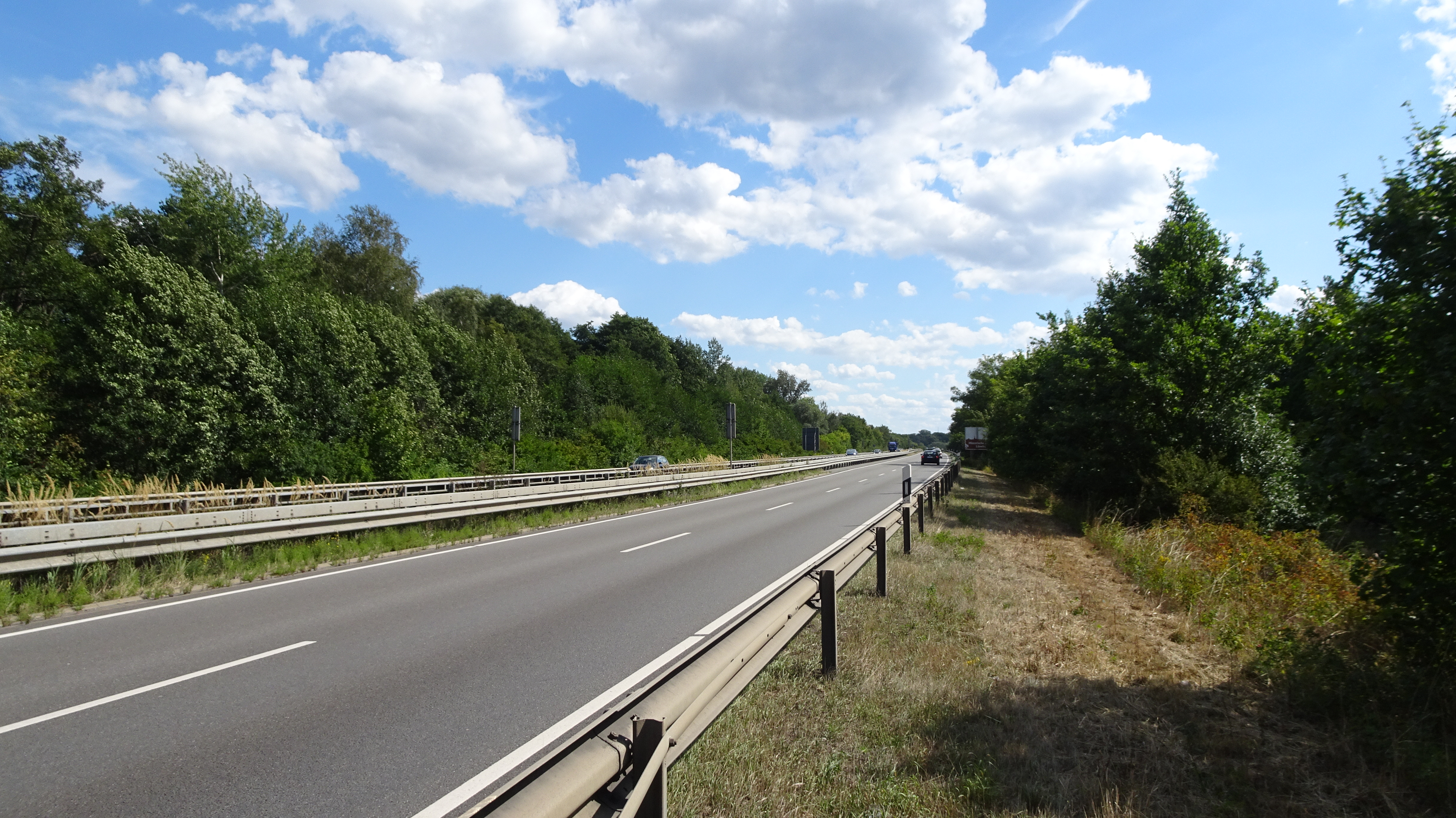
B 4 bei Lüneburg
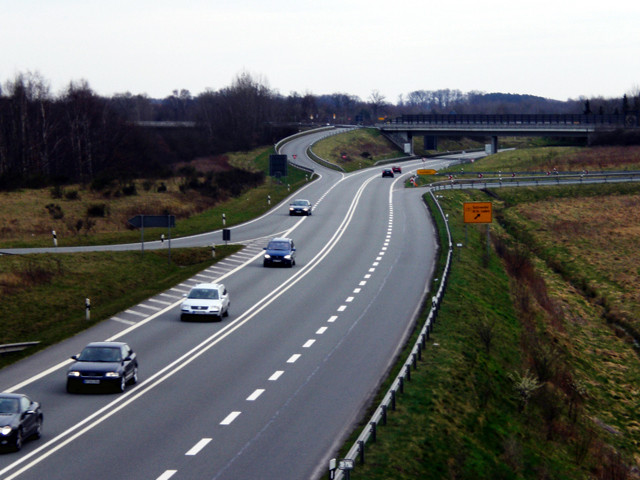
B 4 als Ortsumgehung Uelzen („Uhlenring“)
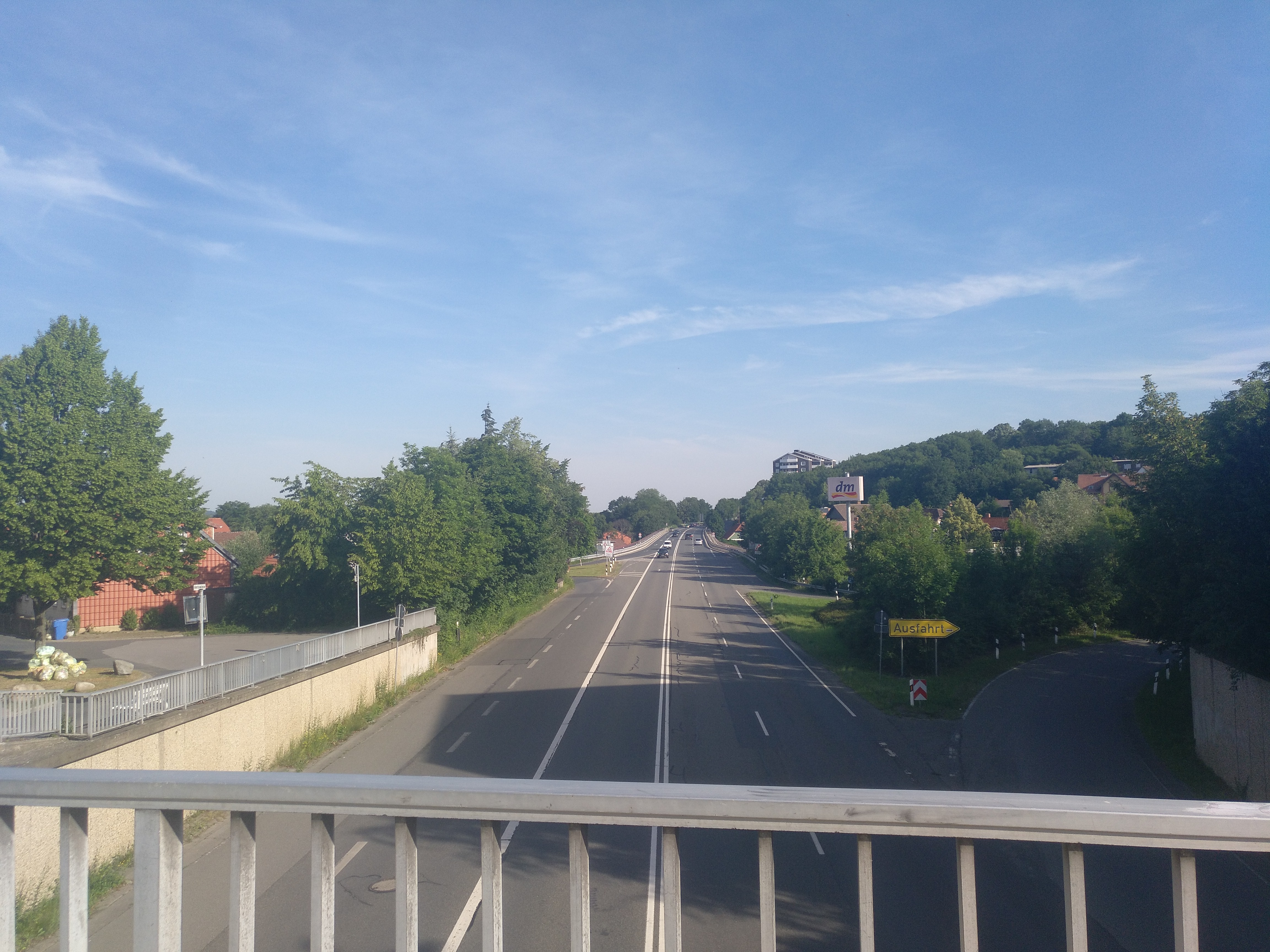
B 4 in Bad Harzburg
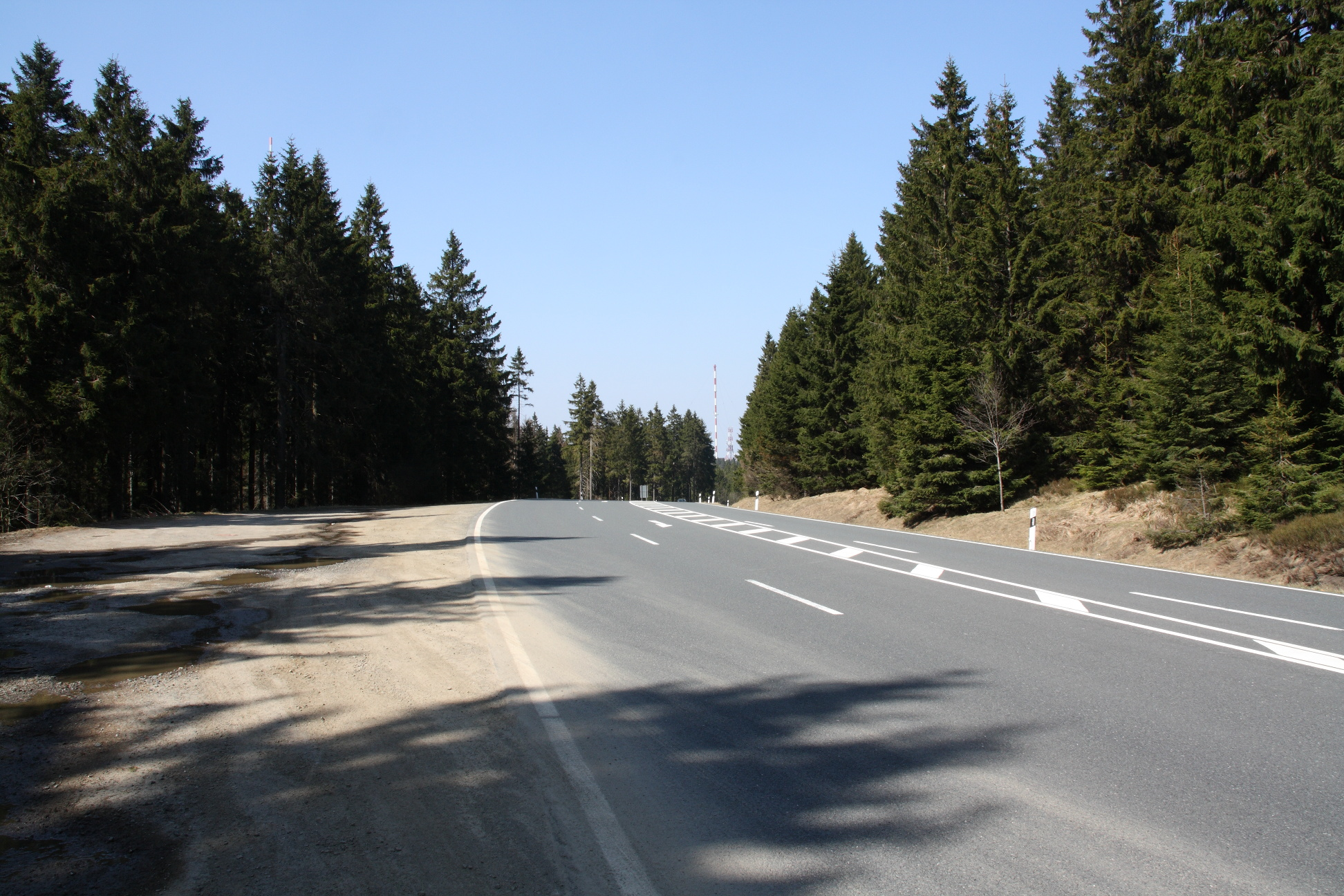
B 4 am höchsten Punkt, Blick nach Norden (Richtung Torfhaus)
B 4 bei Königskrug im Harz
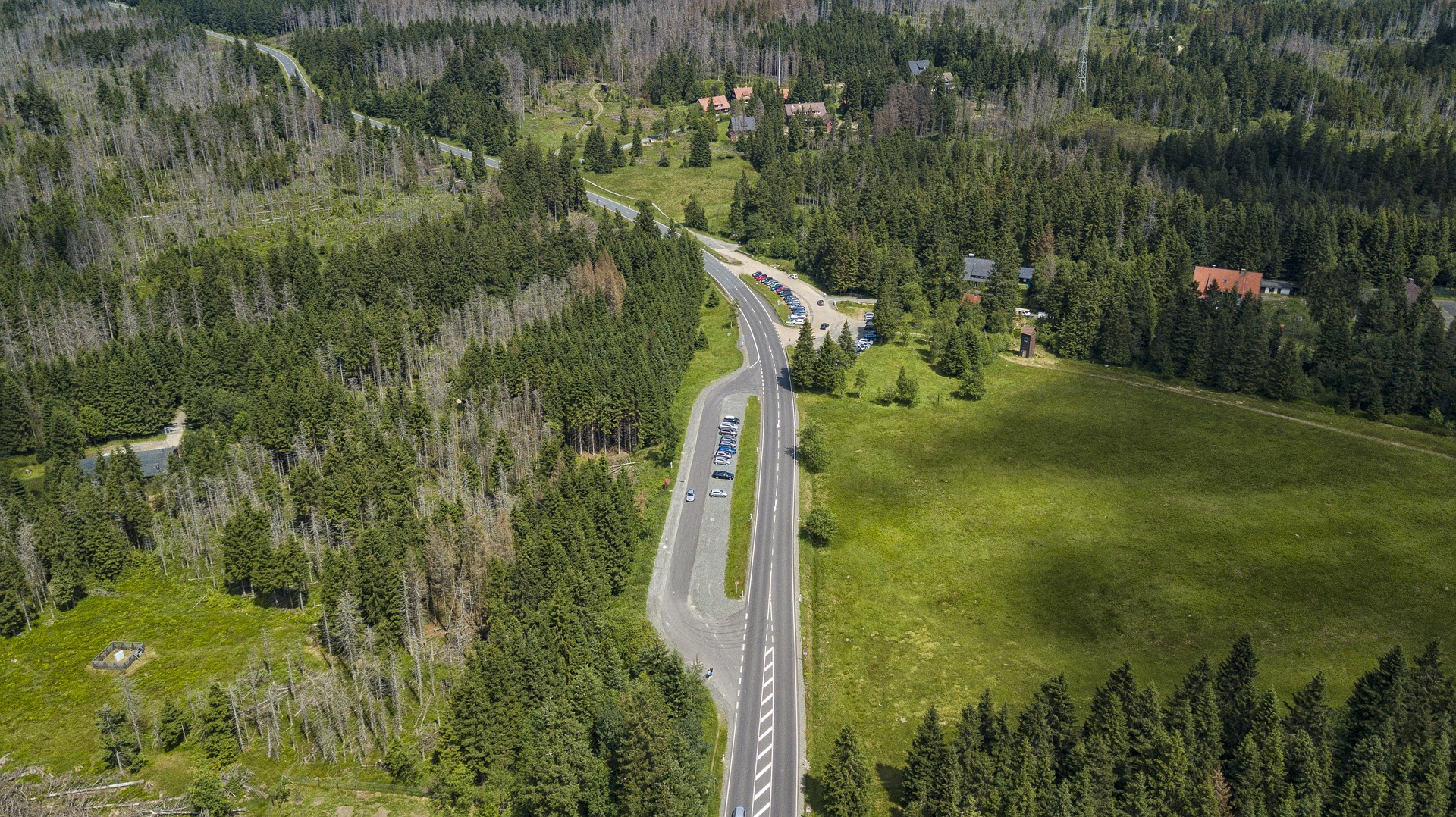
B 4 bei Braunlage (Oderbrück)
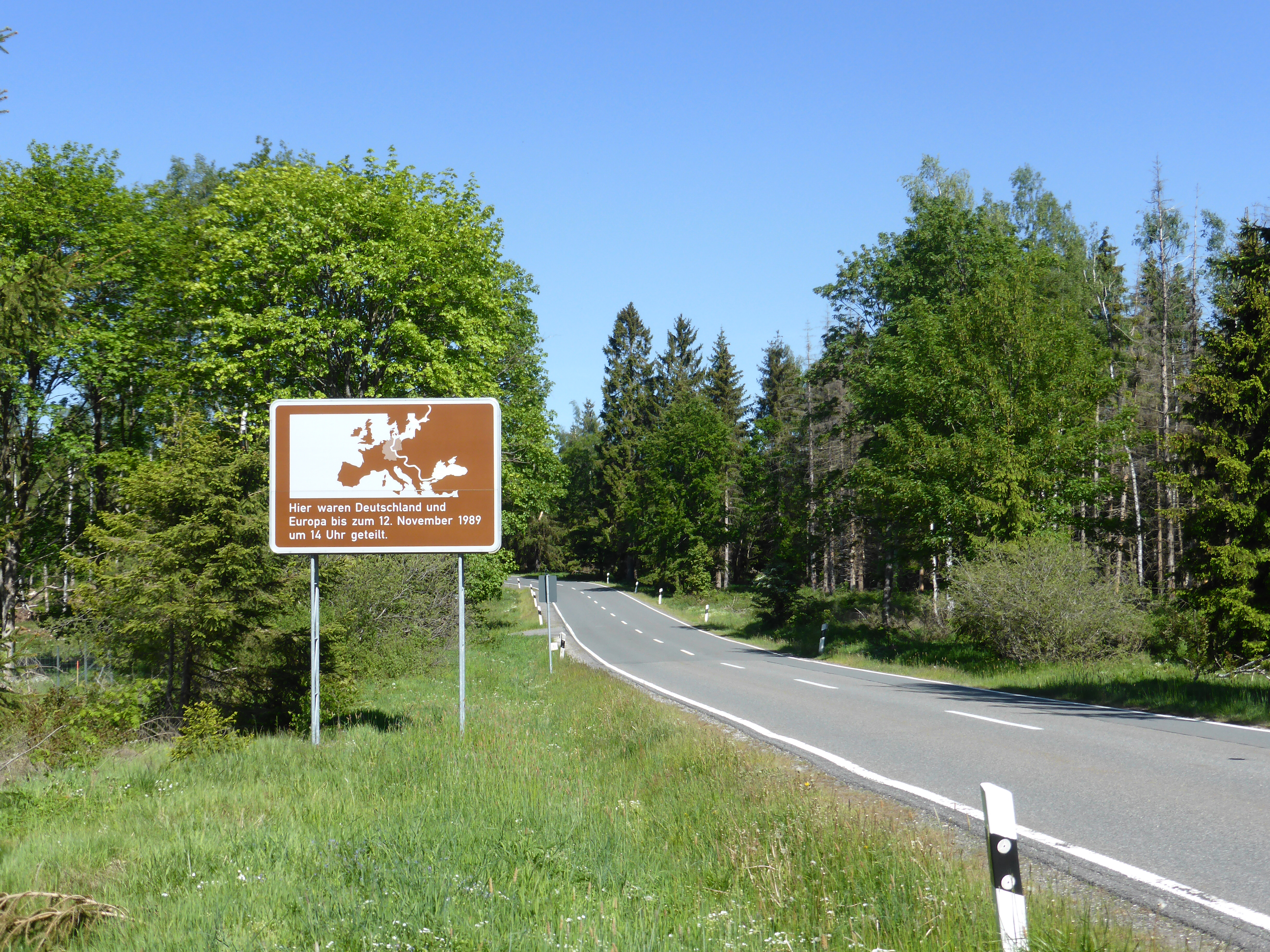
B 4 an der Grenze von Niedersachsen nach Sachsen-Anhalt

## Trivia
Als Bundesstraße 4a ging der Frankenschnellweg von der AS Nürnberg/Fürth nach Erlangen in Betrieb. Dieser Abschnitt ist heute der älteste Teil der Bundesautobahn 73.